# 商河県
商河県（しょうが-けん）は、中華人民共和国山東省済南市に位置する県。

## 地理
商河県は山東賞西北部、徒駭河北岸に位置する。南北は51km、東西は43kmである。

## 歴史
春秋戦国時代は斉国麦丘邑に属していた。隋代に県制が施行され、滳河より滳河県と命名された。1086年に商河県と改称された。明清代は済南府に属し、中華民国が成立すると当初は岱北道に属したが、その後済南道、山東省政府の所管とされた。新中国建国後は徳州専署の管轄とされたが、1958年に商河、楽陵地区を統合し商河県が成立した。後に楽陵県と改称されたが、1961年に商河及び楽陵県が分割され商河県が復活、徳州地区の管轄とされた。1990年1月に済南市の管轄となり現在に至る。

## 行政区画
1街道、11鎮を管轄する。
- 街道：許商街道
- 鎮：殷巷鎮、懐仁鎮、竜桑寺鎮、鄭路鎮、賈荘鎮、玉皇廟鎮、白橋鎮、孫集鎮、韓廟鎮、沙河鎮、張坊鎮